# Anders Järryd
Anders Per Järryd, né le 13 juillet 1961 à Lidköping, est un joueur de tennis suédois, professionnel de 1980 à 1996.
Numéro 1 mondial de double, il a réalisé dans cette discipline le Grand Chelem en carrière et a remporté le Masters.

## Carrière
Anders Järryd fait partie de cette génération de joueurs suédois qui sont apparus sur le circuit professionnel à la suite de Björn Borg et parmi lesquels figuraient notamment Mats Wilander et Stefan Edberg.
Ce droitier, passé professionnel en 1980, a été vainqueur de huit tournois en simple et notamment de l'Open de Dallas en 1986.
C'est néanmoins sur le double qu'il a construit sa carrière, catégorie dans laquelle il compte 57 victoires en tournois (dont les quatre tournois du Grand Chelem) et où il a atteint la première place mondiale du classement de l'ATP en 1985. Cette même année, il s'est classé 5e en simple.
En simple, il a atteint la demi-finale du Wimbledon en 1985. Il est parvenu deux fois en quart de finale de l'Open d'Australie en 1987 et en 1988 et il a disputé un quart de finale à l'US Open en 1985.
Anders Järryd fut l'un des piliers de l'équipe suédoise de Coupe Davis dans les années 1980, il joue dans 6 finales. En 1983, il participe à la finale perdue contre l'Australie en disputant le double, échouant avec Hans Simonsson face à Mark Edmondson et Paul McNamee. La Suède s'impose en revanche en finale en 1984 face aux États-Unis, Järryd gagnant alors le double en association avec Stefan Edberg.Sélectionné pour la finale de 1985, il ne joue pas mais cela fait de lui un vainqueur. En 1986, il joue encore la finale, perdue contre l'Australie, s'inclinant pour sa part en double avec Stefan Edberg face au duo Pat Cash-John Fitzgerald. Järryd a également participé à la victoire suédoise de 1987, en remportant ses deux matchs de simple face aux Indiens Ramesh Krishnan et Vijay Amritraj, ne jouant pas le double. En 1988, Anders Järryd et Stefan Edberg ont perdu le double de la finale encore perdue contre l'Allemagne, cette fois face au duo composé de Boris Becker et de Eric Jelen. En 1989, associé à Jan Gunnarsson, il joue une dernière finale contre l'Allemagne, s'inclinant avec Jan Gunnarsson face au tandem Boris Becker-Eric Jelen.
Il met fin à sa carrière en 1996 après avoir passé plus de quinze ans sur le circuit professionnel.
Il a ensuite remporté sept titres dans le Trophée des Légendes à Roland-Garros de 2003 à 2009.

## Parcours dans les tournois duGrand Chelem

### En simple
| Année | Open d'Australie | Open d'Australie | Internationaux de France | Internationaux de France | Wimbledon       | Wimbledon      | US Open         | US Open        | Open d'Australie | Open d'Australie |
| ----- | ---------------- | ---------------- | ------------------------ | ------------------------ | --------------- | -------------- | --------------- | -------------- | ---------------- | ---------------- |
| 1981  | n.o.             | n.o.             | 1er tour (1/64)          | T. Moor                  | 1er tour (1/64) | B. Taróczy     | —               | —              | 1er tour (1/32)  | R. Frawley       |
| 1982  | n.o.             | n.o.             | 3e tour (1/16)           | M. Purcell               | 1er tour (1/64) | B. Mottram     | —               | —              | —                | —                |
| 1983  | n.o.             | n.o.             | 1er tour (1/64)          | Y. Noah                  | 1er tour (1/64) | A. Andrews     | 3e tour (1/16)  | E. Teltscher   | 1/8 de finale    | W. Masur         |
| 1984  | n.o.             | n.o.             | 1/8 de finale            | I. Lendl                 | 1er tour (1/64) | S. Davis       | 1/8 de finale   | I. Lendl       | —                | —                |
| 1985  | n.o.             | n.o.             | 1/8 de finale            | S. Edberg                | 1/2 finale      | Bo. Becker     | 1/4 de finale   | M. Wilander    | —                | —                |
| 1986  | n.o.             | n.o.             | 3e tour (1/16)           | U. Stenlund              | 2e tour (1/32)  | E. Edwards     | 3e tour (1/16)  | G. Donnelly    | n.o.             | n.o.             |
| 1987  | 1/4 de finale    | I. Lendl         | 2e tour (1/32)           | T. Benhabiles            | 1/4 de finale   | S. Edberg      | 1/8 de finale   | I. Lendl       | n.o.             | n.o.             |
| 1988  | 1/4 de finale    | M. Wilander      | 1er tour (1/64)          | J. Nyström               | 2e tour (1/32)  | J. Grabb       | 3e tour (1/16)  | J. Hlasek      | n.o.             | n.o.             |
| 1989  | 2e tour (1/32)   | J. Stoltenberg   | 2e tour (1/32)           | J. Arias                 | 1er tour (1/64) | S. Živojinović | 2e tour (1/32)  | P. Johnson     | n.o.             | n.o.             |
| 1990  | —                | —                | 2e tour (1/32)           | G. Ivanišević            | 2e tour (1/32)  | M. Kratzmann   | 2e tour (1/32)  | T. Muster      | n.o.             | n.o.             |
| 1991  | 2e tour (1/32)   | G. Connell       | 1er tour (1/64)          | E. Sánchez               | 2e tour (1/32)  | A. Volkov      | 3e tour (1/16)  | J. Courier     | n.o.             | n.o.             |
| 1992  | 1er tour (1/64)  | A. Krickstein    | 1er tour (1/64)          | B. Wuyts                 | 2e tour (1/32)  | G. Forget      | 1er tour (1/64) | M.-K. Goellner | n.o.             | n.o.             |
| 1993  | 2e tour (1/32)   | Woodbridge       | 1er tour (1/64)          | Washington               | 1er tour (1/64) | A. Volkov      | —               | —              | n.o.             | n.o.             |
| 1994  | 1er tour (1/64)  | L.-A. Wahlgren   | —                        | —                        | —               | —              | —               | —              | n.o.             | n.o.             |
| 1995  | —                | —                | —                        | —                        | 2e tour (1/32)  | J. Frana       | 1er tour (1/64) | M. Tebbutt     | n.o.             | n.o.             |
| 1996  | —                | —                | —                        | —                        | 1er tour (1/64) | C. Wilkinson   | —               | —              | n.o.             | n.o.             |

N.B. : à droite du résultat se trouve le nom de l'ultime adversaire.

### En double
| Année | Open d'Australie                                                                | Open d'Australie                                                              | Internationaux de France                                                          | Internationaux de France                                                              | Wimbledon                                                                              | Wimbledon                                                                    | US Open                                                                      | US Open | Open d'Australie                                                               | Open d'Australie |
| ----- | ------------------------------------------------------------------------------- | ----------------------------------------------------------------------------- | --------------------------------------------------------------------------------- | ------------------------------------------------------------------------------------- | -------------------------------------------------------------------------------------- | ---------------------------------------------------------------------------- | ---------------------------------------------------------------------------- | ------- | ------------------------------------------------------------------------------ | ---------------- |
| 1981  | n.o.                                                                            | n.o.                                                                          | —                                                                                 | —                                                                                     | —                                                                                      | —                                                                            | —                                                                            | —       | 1er tour (1/16) Simonsson \|\| style="text-align:left;" \| H. Pfister J. Sadri |                  |
| 1982  | n.o.                                                                            | n.o.                                                                          | 1er tour (1/32) Simonsson \|\| style="text-align:left;" \| L. Bottazzi R. Viver   | 2e tour (1/16) Simonsson \|\| style="text-align:left;" \| S. Ball R. Simpson          | —                                                                                      | —                                                                            | —                                                                            | —       |                                                                                |                  |
| 1983  | n.o.                                                                            | n.o.                                                                          | Victoire Simonsson                                                                | Edmondson S. Stewart                                                                  | 1/2 finale Simonsson \|\| style="text-align:left;" \| P. Fleming J. McEnroe            | 2e tour (1/16) Simonsson \|\| style="text-align:left;" \| P. Cash Fitzgerald | 1/8 de finale Simonsson \|\| style="text-align:left;" \| D. Graham L. Warder |         |                                                                                |                  |
| 1984  | n.o.                                                                            | n.o.                                                                          | 1/8 de finale Simonsson \|\| style="text-align:left;" \| E. Fromm S. Glickstein   | 1/8 de finale S. Edberg \|\| style="text-align:left;" \| K. Curren S. Denton          | Finale S. Edberg                                                                       | Fitzgerald T. Šmíd                                                           | —                                                                            | —       |                                                                                |                  |
| 1985  | n.o.                                                                            | n.o.                                                                          | 1/2 finale S. Edberg \|\| style="text-align:left;" \| S. Glickstein Simonsson     | 1/8 de finale S. Edberg \|\| style="text-align:left;" \| K. Curren J. Kriek           | 2e tour (1/16) S. Edberg \|\| style="text-align:left;" \| Dickson Wilkison             | —                                                                            | —                                                                            |         |                                                                                |                  |
| 1986  | n.o.                                                                            | n.o.                                                                          | Finale S. Edberg                                                                  | Fitzgerald T. Šmíd                                                                    | 1er tour (1/32) S. Edberg \|\| style="text-align:left;" \| Ti. Gullikson To. Gullikson | 2e tour (1/16) S. Edberg \|\| style="text-align:left;" \| J. Kriek J. Lloyd  | n.o.                                                                         | n.o.    |                                                                                |                  |
| 1987  | Victoire S. Edberg                                                              | P. Doohan L. Warder                                                           | Victoire R. Seguso                                                                | G. Forget Y. Noah                                                                     | 1/2 finale S. Edberg \|\| style="text-align:left;" \| S. Casal E. Sánchez              | Victoire S. Edberg                                                           | K. Flach R. Seguso                                                           | n.o.    | n.o.                                                                           |                  |
| 1988  | 1/4 de finale Fitzgerald \|\| style="text-align:left;" \| R. Leach J. Pugh      | Finale Fitzgerald                                                             | A. Gómez E. Sánchez                                                               | Finale Fitzgerald                                                                     | K. Flach R. Seguso                                                                     | 1/8 de finale A. Gómez \|\| style="text-align:left;" \| Annacone McEnroe     | n.o.                                                                         | n.o.    |                                                                                |                  |
| 1989  | 1/4 de finale Fitzgerald \|\| style="text-align:left;" \| J. McEnroe Woodforde  | 1/2 finale Fitzgerald \|\| style="text-align:left;" \| J. Grabb P. McEnroe    | Victoire Fitzgerald                                                               | R. Leach J. Pugh                                                                      | 1/2 finale Fitzgerald \|\| style="text-align:left;" \| K. Flach R. Seguso              | n.o.                                                                         | n.o.                                                                         |         |                                                                                |                  |
| 1990  | —                                                                               | —                                                                             | 1er tour (1/32) Fitzgerald \|\| style="text-align:left;" \| K. Nováček M. Šrejber | 1er tour (1/32) Fitzgerald \|\| style="text-align:left;" \| J. Canter B. Derlin       | 1/4 de finale van Rensburg \|\| style="text-align:left;" \| Galbraith K. Jones         | n.o.                                                                         | n.o.                                                                         |         |                                                                                |                  |
| 1991  | 1/8 de finale Fitzgerald \|\| style="text-align:left;" \| P. McEnroe D. Wheaton | Victoire Fitzgerald                                                           | R. Leach J. Pugh                                                                  | Victoire Fitzgerald                                                                   | J. Frana L. Lavalle                                                                    | Victoire Fitzgerald                                                          | S. Davis D. Pate                                                             | n.o.    | n.o.                                                                           |                  |
| 1992  | 1/8 de finale Fitzgerald \|\| style="text-align:left;" \| J. Palmer J. Stark    | 2e tour (1/16) Fitzgerald \|\| style="text-align:left;" \| P. Albano C. Motta | 2e tour (1/16) Fitzgerald \|\| style="text-align:left;" \| J. McEnroe M. Stich    | 1/8 de finale Fitzgerald \|\| style="text-align:left;" \| S. Casal Sánchez            | n.o.                                                                                   | n.o.                                                                         |                                                                              |         |                                                                                |                  |
| 1993  | Finale Fitzgerald                                                               | D. Visser L. Warder                                                           | 1/8 de finale Fitzgerald \|\| style="text-align:left;" \| Ivanišević H. Leconte   | 2e tour (1/16) Fitzgerald \|\| style="text-align:left;" \| J.-L. de Jager M. Ondruska | —                                                                                      | —                                                                            | n.o.                                                                         | n.o.    |                                                                                |                  |
| 1994  | 1/8 de finale H. Holm \|\| style="text-align:left;" \| J. Apell J. Björkman     | 2e tour (1/16) H. Holm \|\| style="text-align:left;" \| W. Masur D. Pate      | 1er tour (1/32) H. Holm \|\| style="text-align:left;" \| M. Barnard B. Haygarth   | 1er tour (1/32) H. Holm \|\| style="text-align:left;" \| Annacone Cannon              | n.o.                                                                                   | n.o.                                                                         |                                                                              |         |                                                                                |                  |
| 1995  | —                                                                               | —                                                                             | 1/8 de finale Fitzgerald \|\| style="text-align:left;" \| L. Jensen M. Jensen     | 1er tour (1/32) Fitzgerald \|\| style="text-align:left;" \| K. Jones D. Pate          | 1/8 de finale Fitzgerald \|\| style="text-align:left;" \| S. Casal Sánchez             | n.o.                                                                         | n.o.                                                                         |         |                                                                                |                  |
| 1996  | —                                                                               | —                                                                             | —                                                                                 | —                                                                                     | 1er tour (1/32) R. Leach \|\| style="text-align:left;" \| Galbraith A. Olhovskiy       | —                                                                            | —                                                                            | n.o.    | n.o.                                                                           |                  |

N.B. : le nom du ou de la partenaire se trouve sous le résultat ; les noms des ultimes adversaires se trouvent à droite.

## Participation aux Masters

### En double
| Année | Ville         | Surface         | Partenaire      | Résultats | Résultat final |
| ----- | ------------- | --------------- | --------------- | --------- | -------------- |
| 1983  | New York      | Moquette indoor | Hans Simonsson  | 0v, 1d    | Demi-finaliste |
| 1985  | New York      | Moquette indoor | Stefan Edberg   | 3v, 0d    | Vainqueur      |
| 1986  | Londres       | Moquette indoor | Stefan Edberg   | 4v, 1d    | Vainqueur      |
| 1987  | Londres       | Moquette indoor | Stefan Edberg   | 2v, 2d    | Demi-finaliste |
| 1988  | Londres       | Moquette indoor | John Fitzgerald | 3v, 1d    | Demi-finaliste |
| 1989  | Londres       | Moquette indoor | John Fitzgerald | 4v, 1d    | Finaliste      |
| 1991  | Johannesbourg | Dur indoor      | John Fitzgerald | 5v, 0d    | Vainqueur      |
| 1992  | Johannesbourg | Dur ext.        | John Fitzgerald | 4v, 1d    | Finaliste      |